# 关木通
关木通（学名：Isotrema manshuriense），又称木通马兜铃、马木通、东北马兜铃、东北木通、苦木通，是马兜铃科关木通属的一种植物，曾被誤用代替方劑中木通的中藥成份。分布于中国的甘肃, 黑龙江, 河南, 湖北, 吉林, 辽宁, 陕西, 山西以及朝鲜、俄罗斯、韩国。

## 毒性
关木通含马兜铃酸，有肾脏毒性，可使肾小管坏死并肾脏间质纤维化，导致肾功能衰竭。马兜铃酸也是致癌物质，动物实验結果在很久以前就顯示，食用马兜铃酸会导致淋巴瘤、肾癌、肝癌、胃癌和肺癌；近來的研究則發現，許多上泌尿道（包括腎臟）癌症患者癌細胞DNA裡面有馬兜鈴酸的標記。

## 现状
目前中国已经禁止使用关木通作为药物或药物成分。同样因含有马兜铃酸而被禁止的草药还包括：广防己、青木香。

## 外部連結
- 關木通 Guan Mu Tong （页面存档备份，存于） 中藥標本數據庫 (香港浸會大學中醫藥學院) （繁體中文）（英文）
- 馬兜鈴酸I Aristolochic acid I（页面存档备份，存于） 中草藥化學圖像數據庫 (香港浸會大學中醫藥學院) （中文）（英文）